# Raymond Carvalho
Raymond Édouard Carvalho (Dakar, 26 luglio 1969) è un ex cestista e allenatore di pallacanestro senegalese.

## Carriera
Con il Senegal ha disputato i Campionati mondiali del 1998 e quattro edizioni dei Campionati africani (1995, 1997, 1999, 2001).